# Meredith Bishop
Meredith Anne Bishop (Los Angeles, 15 de janeiro de 1976) é uma atriz americana.

## Biografia
Meredith Bishop nasceu em Los Angeles, mas cresceu em Woodland Hills, Califórnia. Estudou no colégio William Howard Taft, em Woodland Hills. Ela é talvez mais conhecida por seu papel de Annie Mack em The Secret World of Alex Mack da emissora Nickelodeon, que foi ao ar de 1994 à 1998.
Meredith fez aparições em diversos programas de TV, incluindo Scrubs, Mad About You e Felicity. Em 2003, atuou como protagonista no filme Klepto, com a personagem Emily.

## Filmografia
| Ano        | Título                        | Papel              | Notas                 |
| ---------- | ----------------------------- | ------------------ | --------------------- |
| 1994- 1998 | The Secret World of Alex Mack | Anne "Annie" Mack  | Personagem principal  |
| 1997       | Mad About You                 | Mabel, aos 18 anos | "Letters to Mabel"    |
| 1998       | Sliders                       | Jenny Anderson     | "Dying Fields"        |
| 2001       | Nikki                         | Lurleen            | "Technical Knockup"   |
| 2001       | Felicity                      | Estudante          | "Boooz"               |
| 2003       | Klepto                        | Emily              | Filme                 |
| 2006       | Scrubs                        | Melissa            | "My Day at the Races" |
| 2008       | Speedie Date                  | Nina               | Web série             |